# Nadpłata podatku
Nadpłata podatku – wpłata podatku, gdy nie istnieje zobowiązanie podatkowe, z którego wynikałby obowiązek dokonania tej wpłaty, jak i wpłata przewyższająca kwotę istniejącego zobowiązania.
W polskim prawie podatkowym, zgodnie z art. 72 § 1 Ordynacji podatkowej, za nadpłatę uważa się kwotę:
1. nadpłaconego lub nienależnie zapłaconego podatku;
2. podatku pobraną przez płatnika lub inkasenta nienależnie lub w wysokości większej od należnej;
3. zobowiązania zapłaconego przez płatnika lub inkasenta, jeżeli w decyzji o odpowiedzialności podatkowej płatnika lub inkasenta z tytułu niepobranego lub pobranego a nie wpłaconego podatku określono je nienależnie lub w wysokości większej od należnej,
4. zobowiązania zapłaconego przez osobę trzecią lub spadkobiercę, jeżeli w decyzji o ich odpowiedzialności podatkowej lub decyzji ustalającej wysokość zobowiązania podatkowego spadkodawcy określono je nienależnie lub w wysokości większej od należnej.

Jeżeli wpłata dotyczy zaległości podatkowej, na równi z nadpłatą traktuje się także część wpłaty, która została zaliczona na poczet odsetek za zwlokę (art. 72 § 2).
Jak podkreśla się w literaturze, w praktyce możliwe są inne sytuacje, w których po stronie określonego podmiotu powstanie kwota nienależna zapłacona organowi podatkowemu, która jednak nie mieści się w prawnym pojęciu nadpłaty. Do takich sytuacji można zaliczyć np. pomyłkową wpłatę na konto urzędu skarbowego. Zwrotu tej kwoty nie można dochodzić w trybie przewidzianym w Ordynacji podatkowej.

## Powstanie nadpłaty
Zgodnie z art. 73 § 1 Ordynacji podatkowej, nadpłata powstaje z dniem:
1. zapłaty przez podatnika podatku nienależnego lub w wysokości większej od należnej;
2. pobrania przez płatnika podatku nienależnego lub w wysokości większej od należnej;
3. zapłaty przez płatnika lub inkasenta należności wynikającej z decyzji o jego odpowiedzialności podatkowej, jeżeli należność ta została określona nienależnie lub w wysokości większej od należnej;
4. wpłacenia płatnika lub inkasenta podatku w wysokości większej od wysokości pobranego podatku;
5. zapłaty przez osobę trzecią lub spadkobiercę należności wynikającej z decyzji o odpowiedzialności podatkowej lub decyzji ustalającej wysokość zobowiązania podatkowego spadkodawcy, jeżeli należność ta została określona nienależnie lub w wysokości większej od należnej;

Powyższe przepisy są istotnie modyfikowane przez kolejny paragraf, który określa moment powstania nadpłaty w odniesieniu do określonych danin publicznych. Ustawodawca zdecydował, by w ich przypadku moment powstania nadpłaty powiązać nie z faktyczną data zapłaty podatku, a złożeniem deklaracji podatkowej. I tak, zgodnie z art. 74 § 2 Ordynacji podatkowej, nadpłata powstaje z dniem złożenia:
1. zeznania rocznego – dla podatników podatku dochodowego,
2. deklaracji podatku akcyzowego – dla podatników podatku akcyzowego,
3. deklaracji o wypłatach z zysku za rok obrotowy – dla jednoosobowych spółek Skarbu Państwa i przedsiębiorstw państwowych,
4. deklaracji kwartalnej dla podatku od towarów i usług – dla podatników podatku od towarów i usług.

## Ubieganie o zwrot nadpłaty oraz terminy jej zwrotu
Ordynacja podatkowa przewiduje różne tryby ubiegania się o zwrot nadpłaty oraz terminy jej zwrotu w zależności od podatku oraz innych okoliczności.
W przypadku nadpłaty wynikającej z deklaracji lub zeznania, nadpłata podlega zwrotowi w terminie 3 miesięcy od daty złożenia:
- zeznania rocznego dla podatników podatku dochodowego,
- deklaracji podatku akcyzowego dla podatników podatku akcyzowego,
- deklaracji o wypłatach z zysku za rok obrotowy dla jednoosobowych Spółek Skarbu Państwa i przedsiębiorstw państwowych.

W pozostałych przypadkach, postępowanie dotyczące stwierdzenia nadpłaty wszczynane jest na wniosek podatnika, płatnika lub inkasenta.
Zgodnie z art. 75 Ordynacji podatkowej, prawo do złożenia wniosku o stwierdzenie nadpłaty przysługuje podatnikom, jeżeli:
1. kwestionując zasadność pobrania przez płatnika podatku albo wysokość pobranego podatku, może złożyć wniosek o stwierdzenie nadpłaty podatku;
2. w zeznaniach (deklaracjach) w podatku dochodowym, akcyzowym, w przypadku wpłat z zysku jednoosobowych spółek Skarbu Państwa i przedsiębiorstw państwowych oraz w podatku od towarów i usług rozliczanego w deklaracjach kwartalnych wykazali zobowiązanie podatkowe nienależnie lub w wysokości większej od należnej i wpłacili zadeklarowany podatek albo wykazali nadpłatę w wysokości mniejszej od należnej;
3. w deklaracjach innych niż deklaracja podatku akcyzowego oraz z tytułu wpłat z zysku jednoosobowych spółek Skarbu Państwa lub przedsiębiorstw państwowych, z wyjątkiem deklaracji dotyczącej zaliczek na podatek dochodowy, wykazali zobowiązanie podatkowe nienależne lub w wysokości większej od należnej i wpłacili zadeklarowany podatek,
4. nie będąc obowiązanymi do składania zeznań (deklaracji), dokonali wpłaty podatku nienależnego lub w wysokości większej od należnej.

W odniesieniu do płatników i inkasentów, prawo do złożenia wniosku o stwierdzenie nadpłaty przysługuje, jeżeli:
1. w złożonej deklaracji wykazali lub wpłacili podatek w wysokości większej od wysokości pobranego podatku,
2. w złożonej deklaracji wykazali lub wpłacili podatek w wysokości większej od należnej,
3. nie będąc obowiązanymi do składania deklaracji, wpłacili podatek w wysokość większej od należnej.

Prawo do złożenia wniosku o stwierdzenie nadpłaty przysługuje również osobom, które były wspólnikami spółki cywilnej w chwili rozwiązania spółki na zasadach określonych w Ordynacji podatkowej.
W niektórych przypadkach wraz ze złożeniem wniosku o stwierdzenie nadpłaty konieczne jest złożenie skorygowanego zeznania lub deklaracji (art. 75 § 3 Ordynacji podatkowej). Jest tak w przypadku, gdy podatnik wystąpi z wnioskiem o stwierdzenie nadpłaty wykazanej m.in.:
- zeznaniu podatku dochodowego,
- deklaracji podatku akcyzowego,
- deklaracji z tytułu wpłat z zysku za rok obrotowy dla jednoosobowych spółek Skarbu Państwa lub przedsiębiorstw państwowych.

Jeżeli prawidłowość skorygowanego zeznania (deklaracji) nie budzi wątpliwości, organ podatkowy zwraca nadpłatę bez wydania decyzji stwierdzającej nadpłatę. W przypadku powzięcia przez organ wątpliwości, organ ten wszczyna postępowania podatkowe, po zakończeniu którego może wydać decyzję:
- stwierdzającą nadpłatę w wysokości określonej przez podatnika,
- stwierdzającą nadpłatę w wysokości innej niż określona przez podatnika,
- oddalającą wniosek o stwierdzenie nadpłaty.

Postępowanie w sprawie stwierdzenia nadpłaty nie może zostać wszczęte w czasie trwania postępowania podatkowego lub kontroli podatkowej oraz w okresie między zakończeniem kontroli a wszczęciem postępowania – w zakresie zobowiązań podatkowych, których dotyczy postępowanie lub kontrola.
Termin zwrotu nadpłaty następującej po złożeniu wniosku o stwierdzenie nadpłaty jest szczegółowo uregulowany w art. 77 Ordynacji podatkowej.
Możliwość ubiegania się o stwierdzenie nadpłaty wygasa po upływie terminu przedawnienia zobowiązania podatkowego, chyba że ustawy podatkowe przewidują inny tryb zwrotu podatku.

## Zaliczenie i zwrot nadpłaty
Nadpłata wraz z oprocentowaniem podlega w pierwszej kolejności zaliczeniu z urzędu na poczet zaległości podatkowych wraz z odsetkami za zwłokę oraz bieżących zobowiązań podatkowych, a w razie ich braku podlega zwrotowi z urzędu. Zwrot nadpłaty następuje wtedy na wskazany rachunek bankowy albo w gotówce. Zwrot nadpłaty w gotówce urząd skarbowy może zrealizować w formie przekazu pocztowego lub wypłaty z kasy urzędu skarbowego, a także w kasie banku lub innej instytucji, z którą urząd skarbowy zawarł umowę na świadczenie usług w zakresie obsługi kasowej.
Nadpłata zwraca przekazem pocztowym jest pomniejszana o koszty jej zwrotu. Jeśli wysokość nadpłaty nie przekracza kosztów upomnienia w postępowaniu egzekucyjnym, podlega zwrotowi wyłącznie w kasie.
Podatnik może też złożyć wniosek o zaliczenie nadpłaty w całości lub w części na poczet przyszłych zobowiązań podatkowych.

## Oprocentowanie nadpłaty
Co do zasady, nadpłata podatku podlega oprocentowaniu. Ma ono wynagrodzić podmiotowi nadpłaty uszczerbek ekonomiczny, jaki został poniesiony w czasie, gdy nie mógł on dysponować należnymi mu pieniędzmi.
Stawka oprocentowania nadpłaty jest równa stawce odsetek za zwłokę. Oprocentowaniu nie podlegają nadpłaty w niskiej wysokości, nieprzekraczającej kosztów upomnienia w postępowaniu egzekucyjnym.
Dla wskazanej wyżej generalnej zasady Ordynacja podatkowa przewiduje liczne wyjątki, ograniczające w praktyce zwroty nadpłaty z oprocentowaniem do sytuacji, w których organ podatkowy nie zwrócił nadpłaty w terminie bądź nadpłata powstała w związku z uchyleniem lub zmianą decyzji, a do powstania przesłanki zmiany lub uchylenia przyczynił się organ podatkowy. Ponadto, ustawodawca przewidział szczególny tryb zwrotu nadpłat, które powstały w wyniku orzeczenia Trybunału Konstytucyjnego lub Trybunału Sprawiedliwości Unii Europejskiej.
Oprocentowanie naliczane jest do dnia zwrotu nadpłaty, zaliczenia jej na poczet zaległych lub bieżących zobowiązań podatkowych lub do dnia złożenia wniosku o zaliczenie nadpłaty na poczet przyszłych zobowiązań podatkowych.